# Karolinska Institutets aula

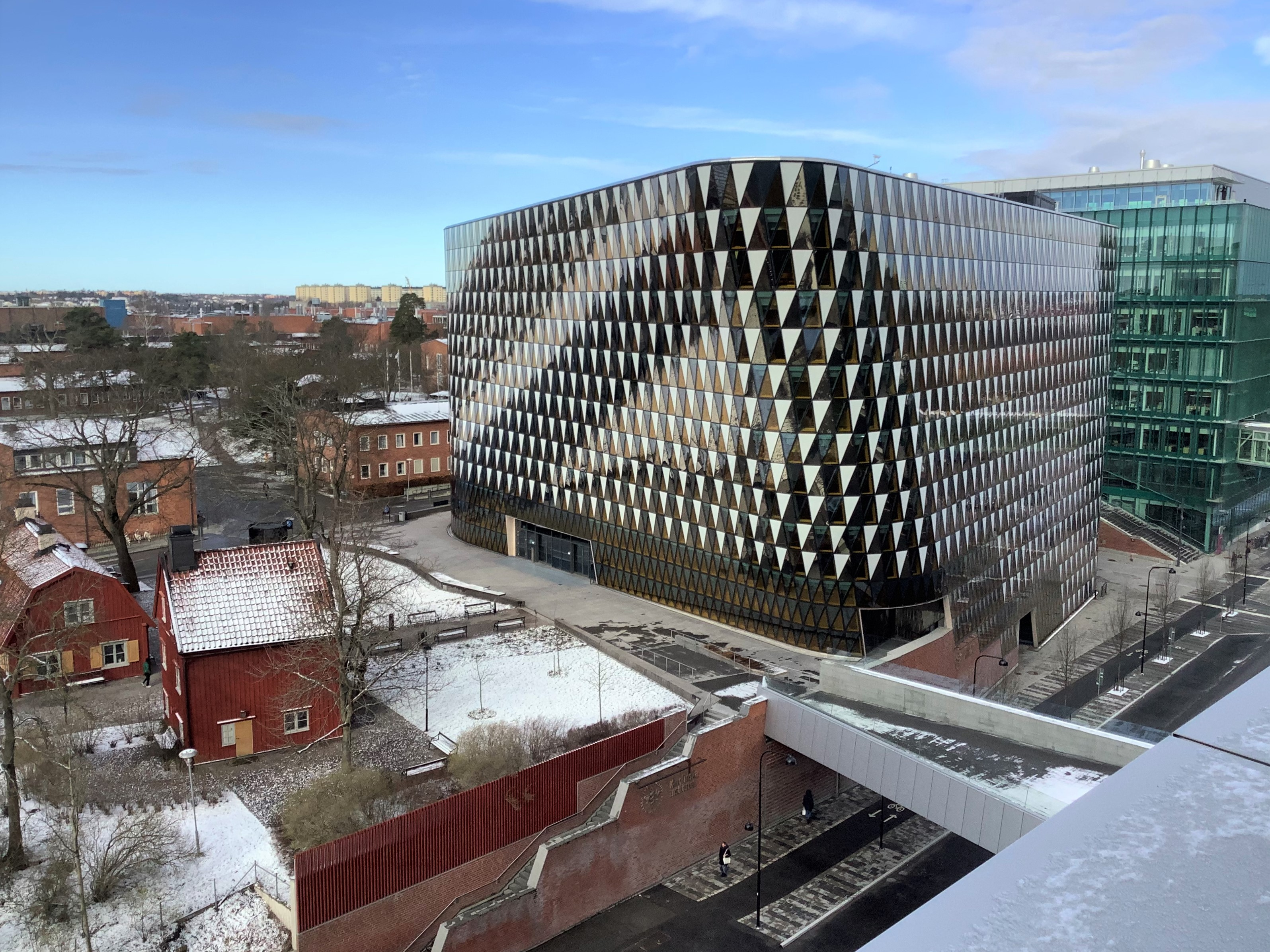
Aula Medica med Gården Stenbrottet, april 2020. Gångbron över Solnavägen leder till Akademiska stråket. Bakom Aula Medica syns Biomedicum.

Karolinska Institutets aula (även kallad Aula Medica) är en byggnad för Karolinska Institutet på Campus Solna vid Solnavägen och nära Hagastaden i Solna kommun. Arkitekt är Gert Wingårdh och aulabygget stod klart år 2013. Den 31 mars 2014 utsågs Aula Medica av tidningen Byggindustrin till "Årets Bygge 2014".

## Bakgrund
Under längre tid planerade Karolinska Institutet en ny  byggnad innehållande bland annat aula och kontor. Man ville ha en representativ plats där  bland annat Nobelföreläsningarna och även andra stora symposier och forskarmöten skulle kunna hållas. Först år 2006, i samband med den tävling som utlystes för Nya Karolinska sjukhuset, fick projektet konkret gestalt. Finansieringen säkrades 2008 genom en donation och samma år gav Akademiska Hus i samarbete med Karolinska Institutet arkitekten Gert Wingårdh i uppdrag att rita aulan. I augusti 2009 började projekteringen. Bygglov för aulan beviljades av stadsbyggnadsnämnden i Solna i oktober 2010 och i slutet av år 2010 startade byggarbetena med NCC som entreprenör. För att skapa plats åt den nya byggnaden revs Karolinska institutets gamla huvudbyggnad från 1946 ritad av arkitekten Ture Ryberg.

## Byggnaden

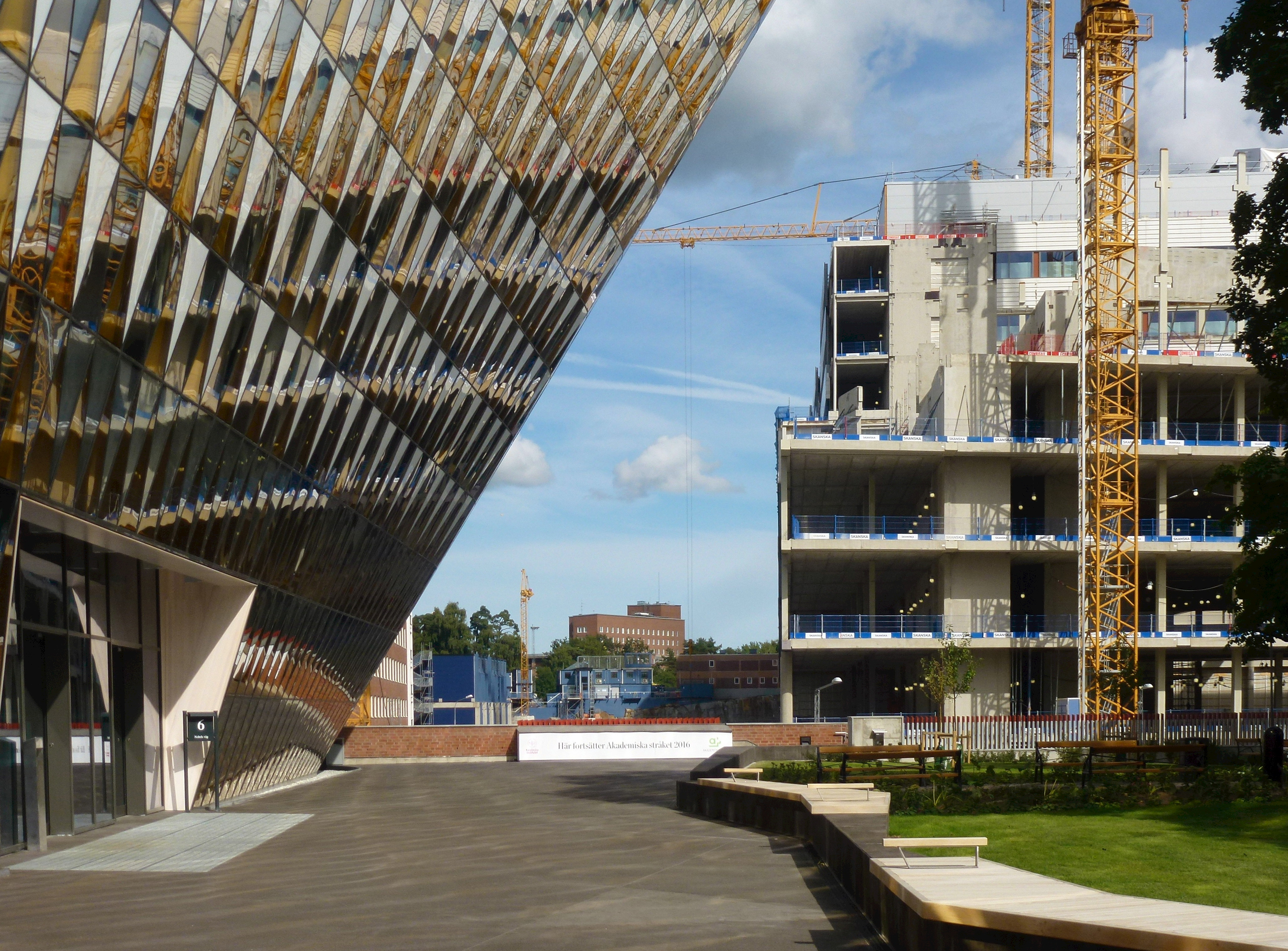
Aulans krökta glasfasad, till höger syns byggarbeten för Nya Karolinska sjukhuset.

Byggnaden omfattar 13 730 kvadratmeter bruttoarea, BTA, fördelat på åtta våningsplan. Byggnadens konstruktion består av sex  fackverk som är ca 50 meter långa och 7,2 meter höga. För att få plats med alla utrymmen sträcker sig byggnaden delvis över Solnavägen och husets huvudtrappa anger lutningsvinkeln. Mest iögonfallande är den böjda och något krökta fasaden vars ytskikt består av olikfärgade triangulära glaselement. Bakom döljer sig ett komplicerat bärverk av limträ och stål. Utifrån har fasaden ett ”skinn” av glas där omgivningen speglar sig på ett effektfullt sätt och inifrån kommer man att se bärverket i trä. 
Aulan, som har formen av en amfiteater med sittplatser för cirka 1 000 personer, kan användas för kongresser, föreläsningar, tentor och olika tillställningar som är kopplade till KI:s verksamhet. Byggnaden innehåller förutom aulan även ytor för kontor, konferenser, utställningar och utrymmen av publik karaktär. Byggnaden har två entréer, en från Solnavägen och en i anslutning till "Akademiska stråket". En bro över Solnavägen, Akademiska stråket, kommer att fysiskt förena KI:s campusområde med Karolinska sjukhusets område.
I direkt anslutning till Karolinska Institutet nya aula finns byggnadsminnet "Gården Stenbrottet", som byggdes 1771 av handelsmannen och bagaren Joakim Sasse. Stenbrottets gamla byggnader har integrerats i Karolinska Institutets område. Det kallas nu "Gammelgården" och inrymde tidigare en lunchrestaurang för de anställda på institutet men har sedan byggts om till kontorslokaler och konferensrum.

## Bilder

Exteriör
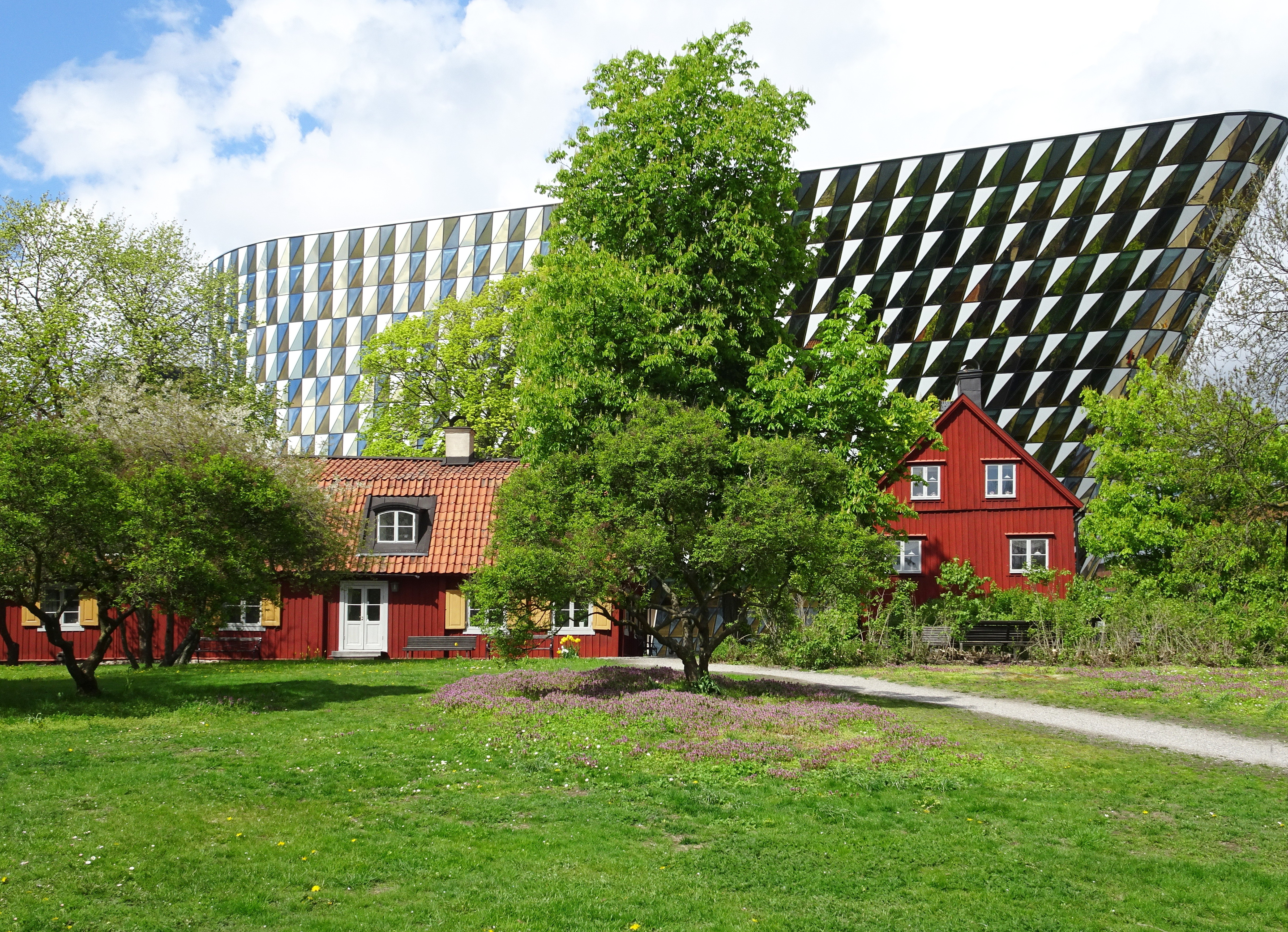
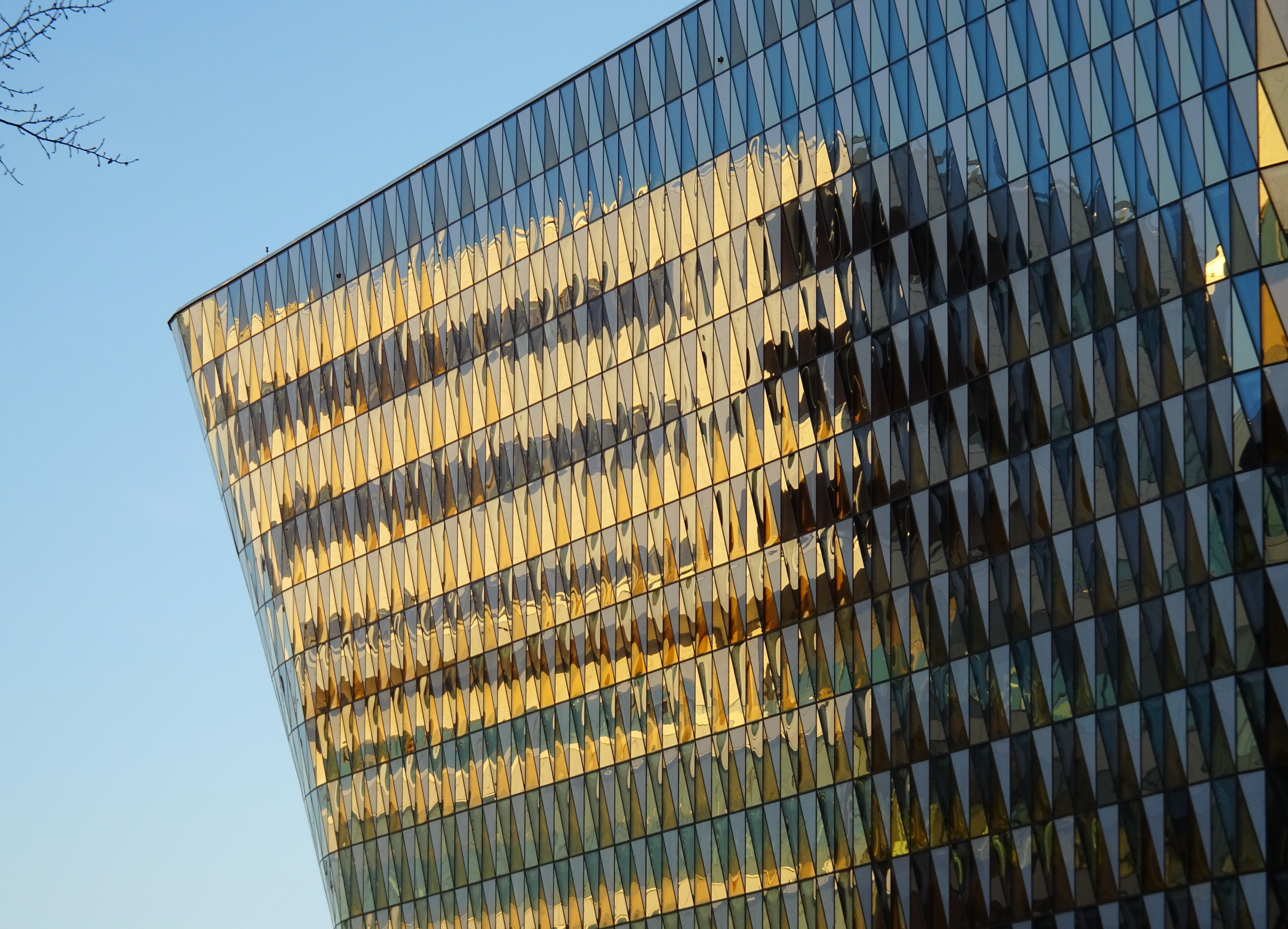
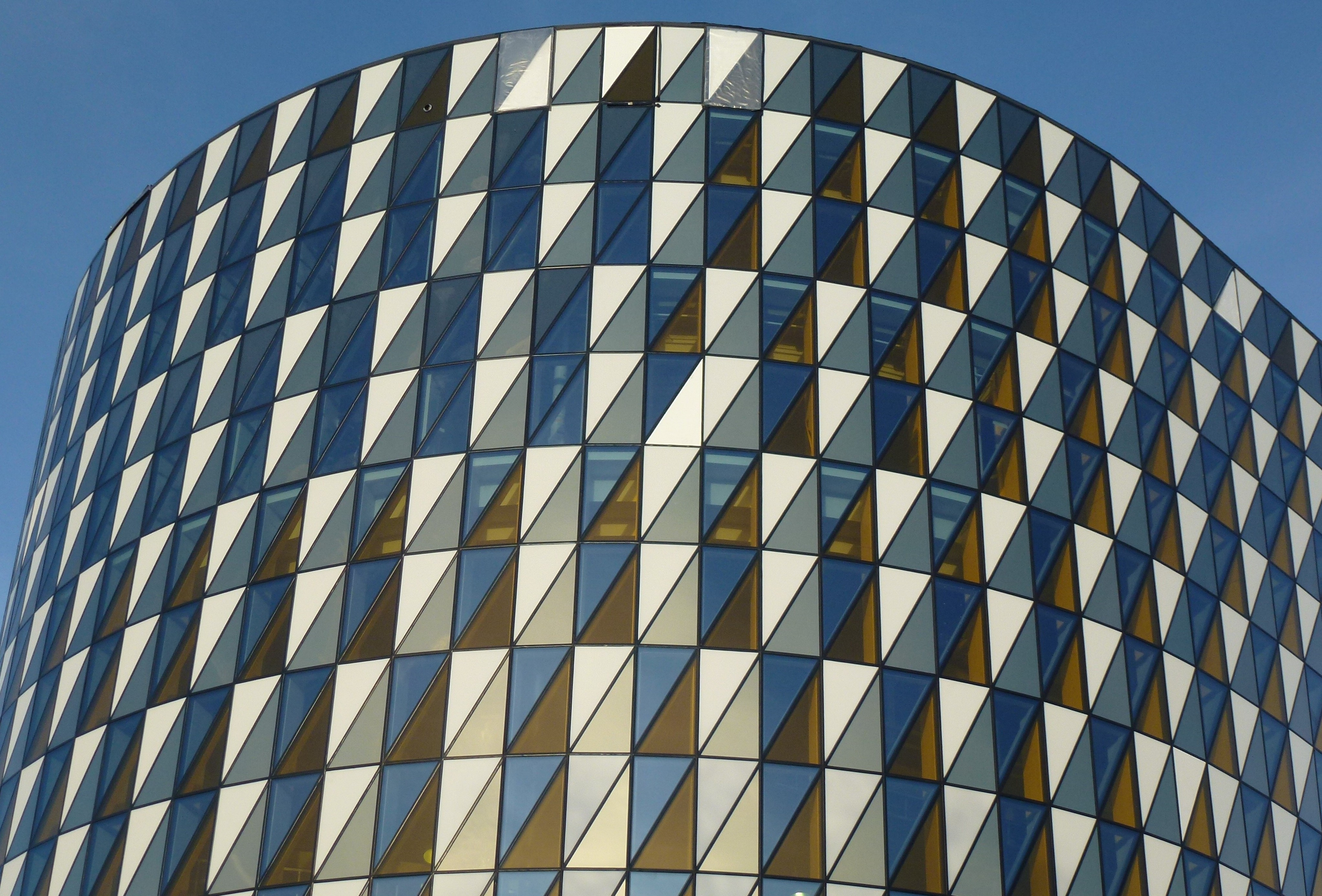
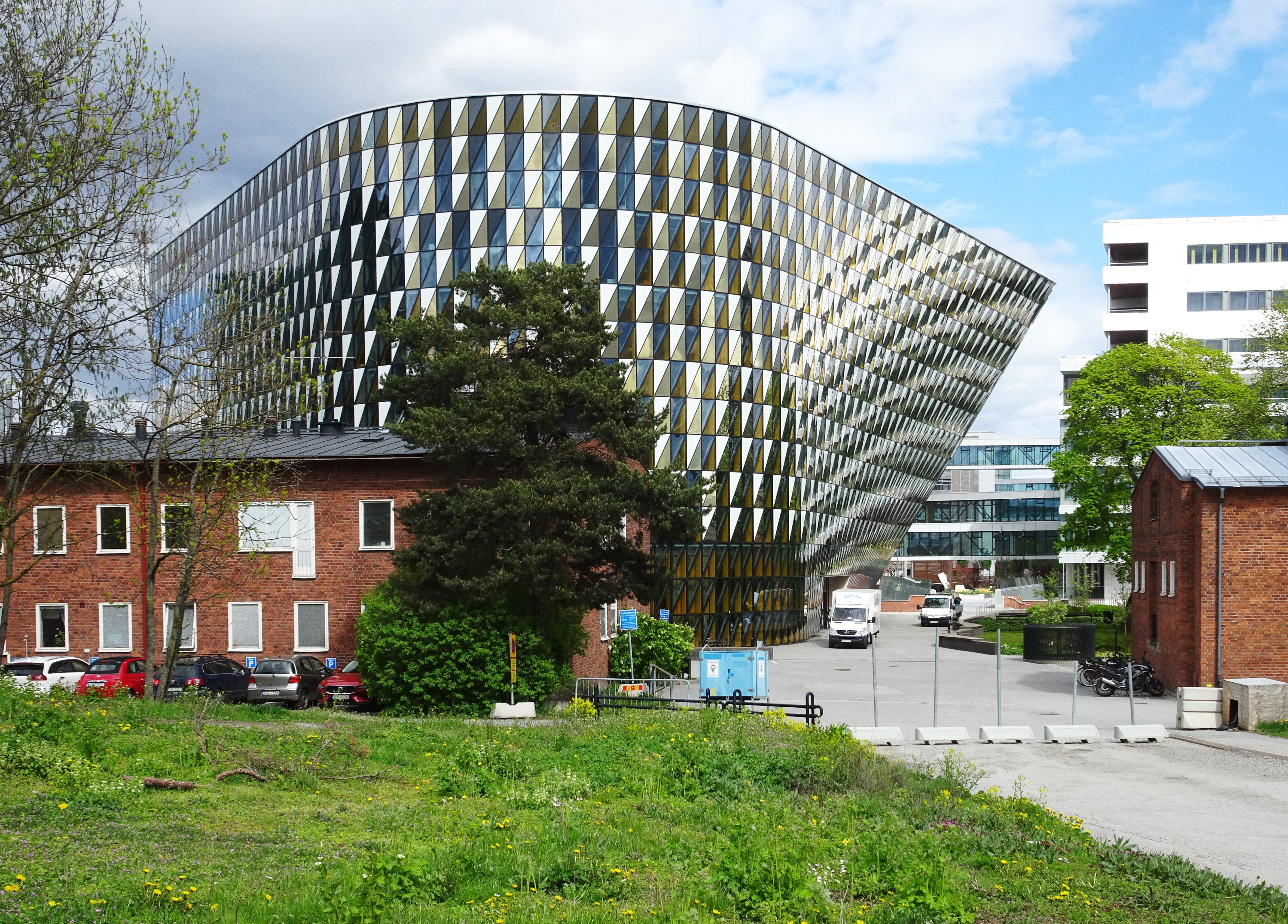

Interiör, entréhall och foajé
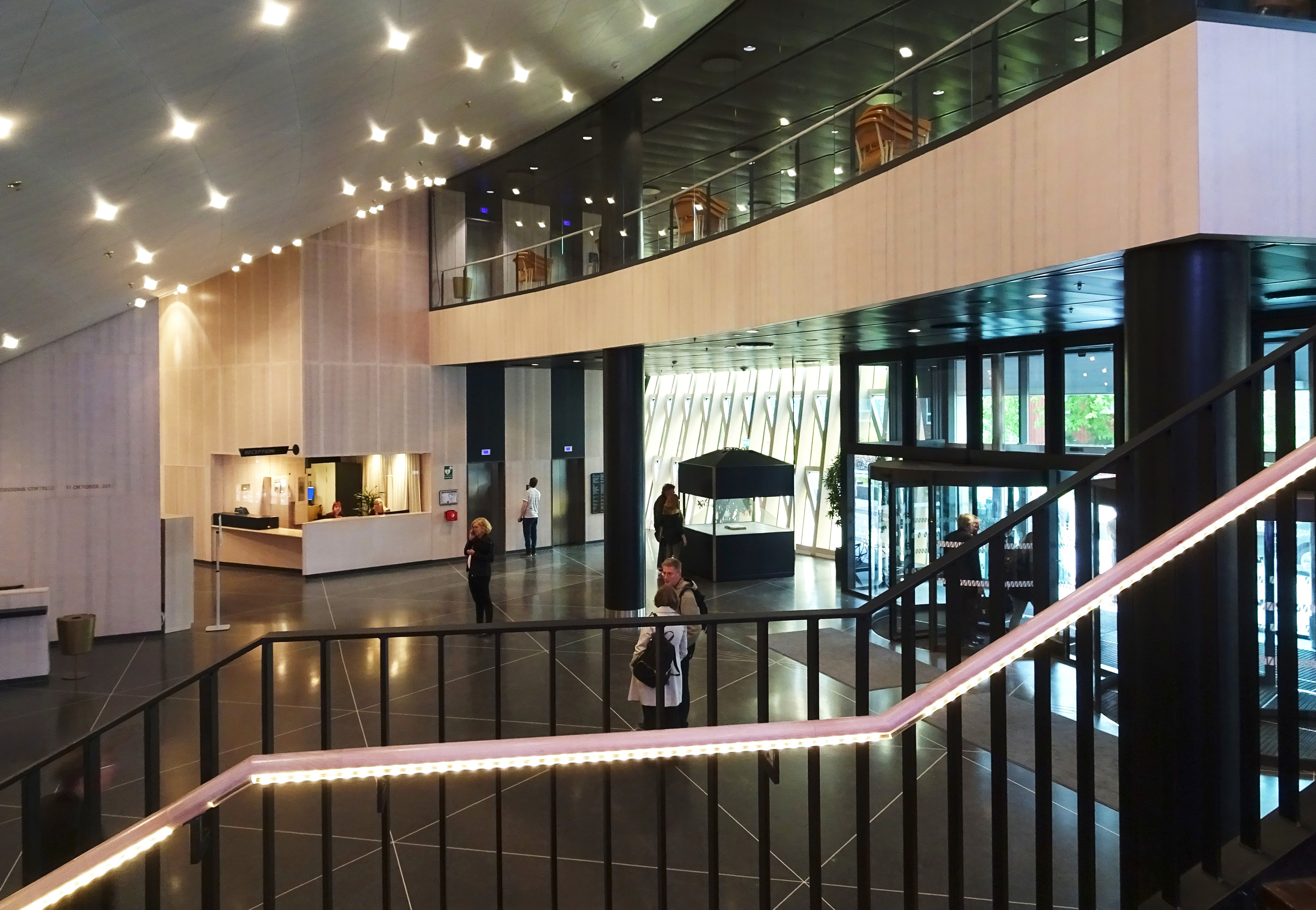
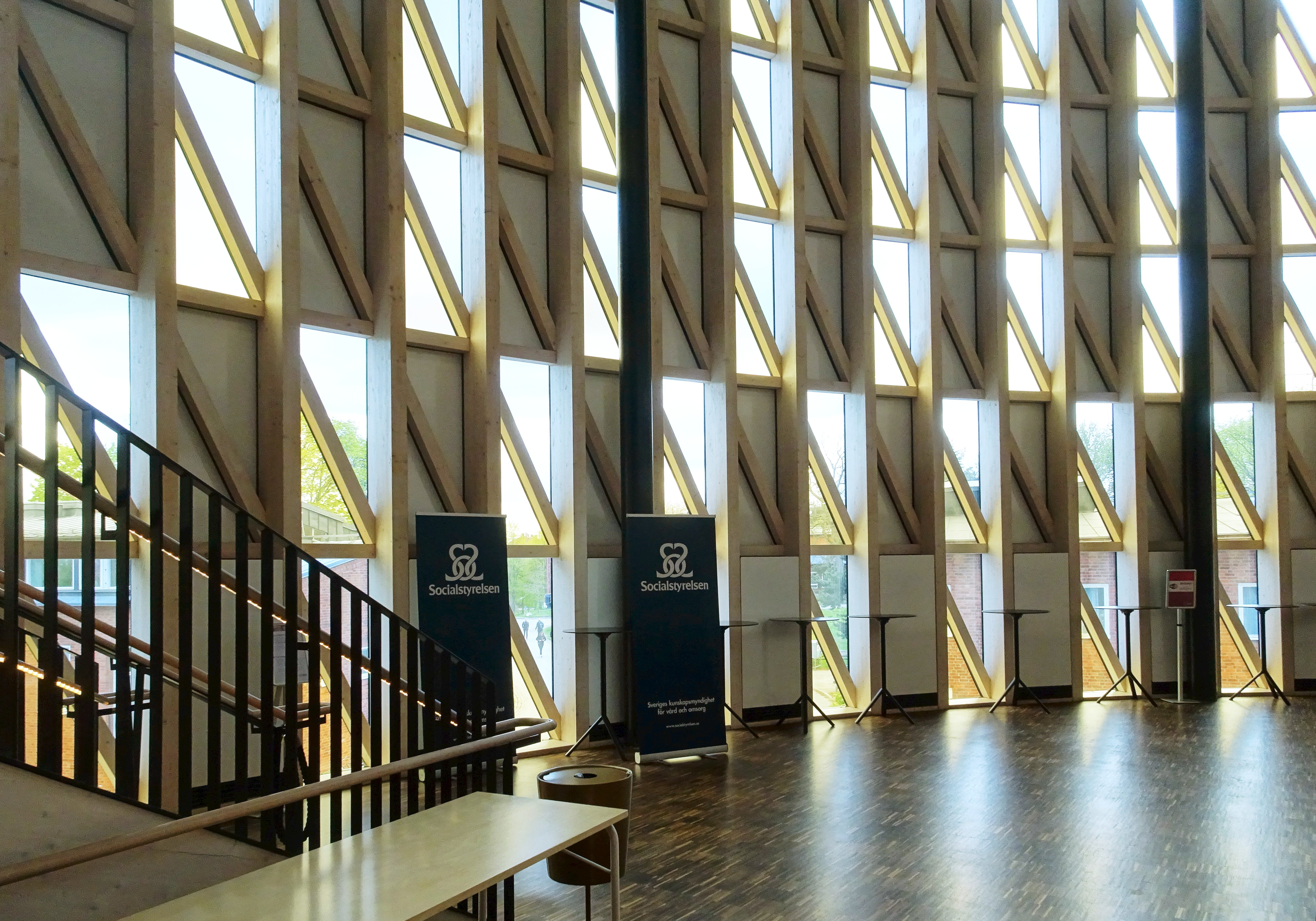
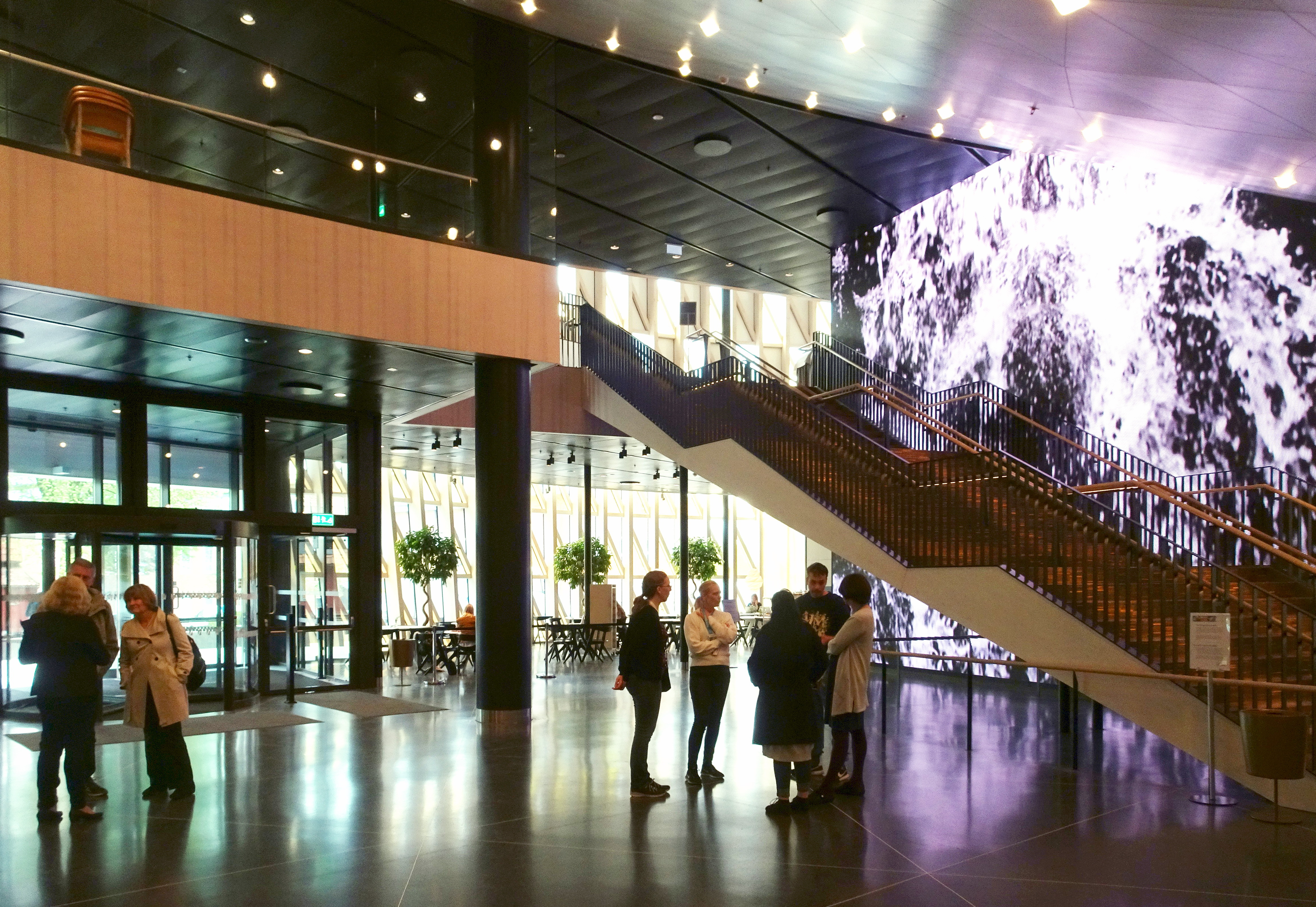
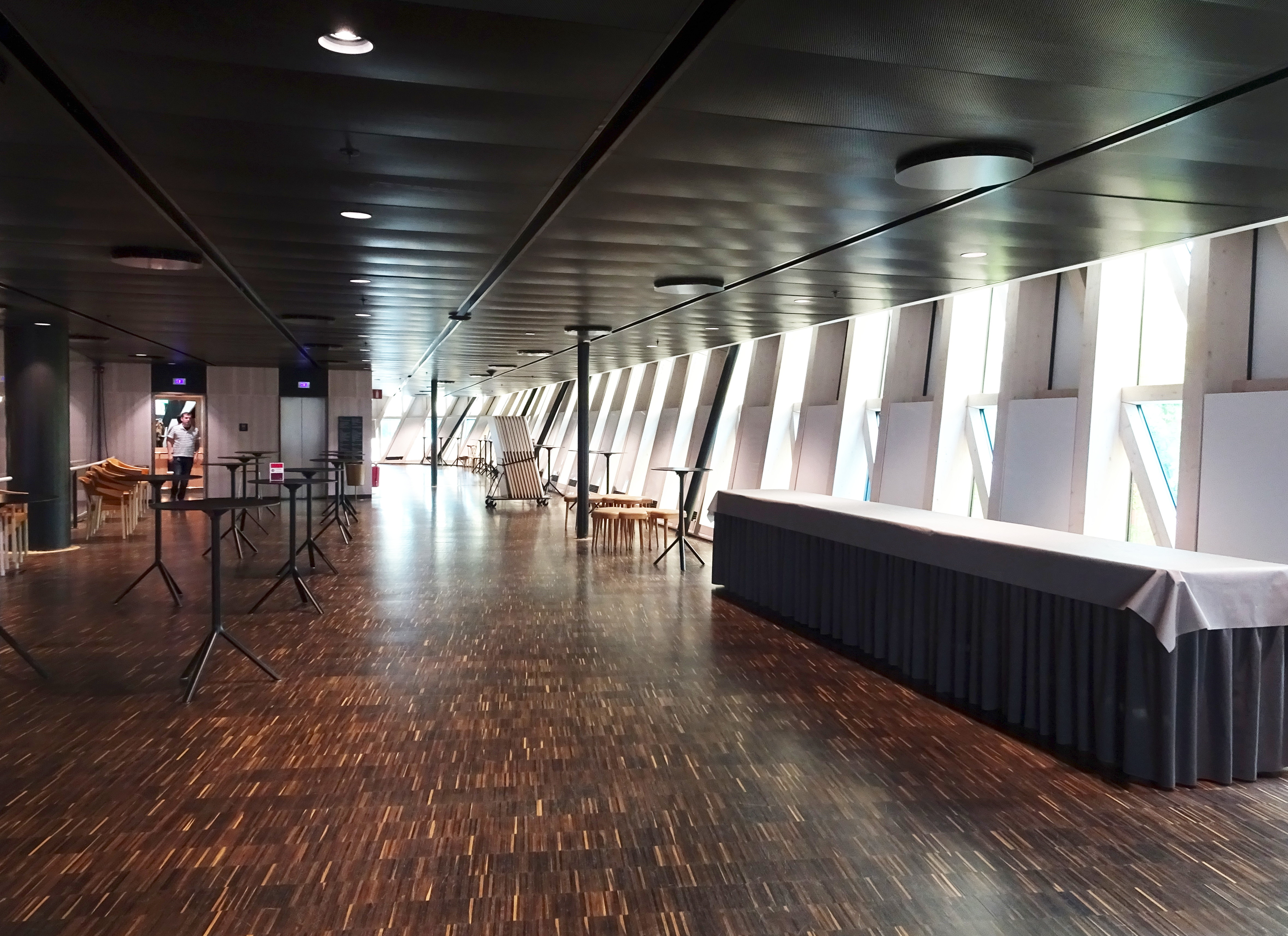